# Герои Социалистического Труда Омской области
В настоящий список включены:

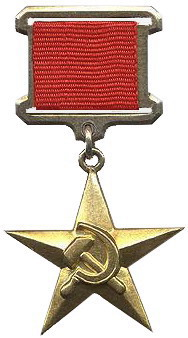
Золотая медаль «Серп и Молот»

- Герои Социалистического Труда, на момент присвоения звания проживавшие на территории Омской области, — 138 человек;
- уроженцы Омской области, удостоенные звания Героя Социалистического Труда в других регионах СССР, — 65 человек;
- Герои Социалистического Труда, прибывшие в Омскую область на постоянное проживание из других регионов, — 5 человек.

Вторая и третья части списка могут быть неполными из-за отсутствия данных о месте рождения и проживания ряда Героев.
В таблицах отображены фамилия, имя и отчество Героев, должность и место работы на момент присвоения звания, дата Указа Президиума Верховного Совета СССР, отрасль народного хозяйства, место рождения/проживания, а также ссылка на биографическую статью на сайте «Герои страны». Формат таблиц предусматривает возможность сортировки по указанным параметрам путём нажатия на стрелку в нужной графе.

## История
Первым в Омской области звания Героя Социалистического Труда был удостоен Указом Президиума Верховного Совета СССР от 5 ноября 1943 года Н. Ф. Поляков, которому эта высшая степень отличия была присвоена за особые заслуги в обеспечении перевозок для фронта и народного хозяйства и выдающиеся достижения в восстановлении железнодорожного хозяйства в трудных условиях военного времени.
Большинство Героев Социалистического Труда в области приходится на работников сельского хозяйства — 83 человека; машиностроение, строительство, транспорт — по 9; государственное управление — 8; нефтехимическая промышленность — 5; оборонная промышленность — 4; радиопромышленность — 3; газовая промышленность, лёгкая промышленность, пищевая промышленность, энергетика, связь, наука, здравоохранение, образование — по 1.

## Лица, удостоенные звания Героя Социалистического Труда в Омской области
| №   | Фамилия, имя, отчество                 | Даты жизни              | Деятельность | Дата присвоения | Отрасль         | Место рождения                  | ГС         |
| --- | -------------------------------------- | ----------------------- | --- | --------------- | --------------- | ------------------------------- | ---------- |
| 1   | Алексеев Николай Александрович         | 17.11.1924 — 23.06.2009 | Начальник управления «Омскцелинстрой» Министерства сельского строительства РСФСР, Омская область                                                                       | 07.05.1971      | строительство   | *Кемеровская область            | [ ГС 1 ]   |
| 2   | Архипенко Александр Тимофеевич         | 15.10.1911 — 04.09.1975 | Комбайнёр Баррикадной МТС Исиль-Кульского района Омской области | 11.01.1957      | сельхоз         | *Гомельская область             | [ ГС 2 ]   |
| 3   | Бабичев Сергей Иванович                | 16.10.1924 — 20.06.1975 | Первый секретарь Марьяновского райкома КПСС, Омская область | 13.12.1972      | госуправление   | *Гомельская область             | [ ГС 3 ]   |
| 4   | Балыкова Люция Кузьминична             | 13.12.1931 — 28.11.2010 | Учительница Большеуковской средней школы, Большеуковский район Омской области                                                                                          | 27.06.1978      | образование     | *Новосибирская область          | [ ГС 4 ]   |
| 5   | Баранников Виктор Дмитриевич           | род. 24.07.1942         | Бригадир комплексной бригады Саргатской межколхозной строительной организации, Омская область                                                                          | 28.02.1974      | строительство   | *Абайская область               | [ ГС 5 ]   |
| 6   | Бачанов Дмитрий Васильевич             | 1927—1964               | Комбайнёр Черемновской МТС Называевского района Омской области | 11.01.1957      | сельхоз         | Называевский район              | [ ГС 6 ]   |
| 7   | Белинский Станислав Францевич          | 1902—1983               | Старший агроном молочного совхоза «Северо-Любинский» Министерства совхозов СССР, Любинский район Омской области                                                        | 12.11.1951      | сельхоз         | *Винницкая область              | [ ГС 7 ]   |
| 8   | Бисярина Валентина Павловна            | 24.07.1912 — 19.08.1997 | Заведующая кафедрой госпитальной педиатрии Омского медицинского института Министерства здравоохранения СССР, академик Академии медицинских наук СССР                   | 23.07.1982      | наука           | Омск                            | [ ГС 8 ]   |
| 9   | Богатырёв Иван Петрович                | 10.04.1925 — 28.02.2022 | Начальник Омского территориального объединения автомобильного транспорта Министерства автомобильного транспорта РСФСР                                                  | 14.08.1986      | транспорт       | Муромцевский район              | [ ГС 9 ]   |
| 10  | Богданов Алексей Игнатьевич            | 21.01.1927 — 23.02.1999 | Сборщик покрышек Омского шинного завода Министерства нефтеперерабатывающей и нефтехимической промышленности СССР                                                       | 28.05.1966      | нефтехимпром    | *Ленинградская область          | [ ГС 10 ]  |
| 11  | Болдырева Любовь Петровна              | 24.06.1924 — 02.08.1979 | Бригадир племенного совхоза «Северо-Любинский» Любинского района Омской области                                                                                        | 22.03.1966      | сельхоз         | Большеуковский район            | [ ГС 11 ]  |
| 12  | Бондаренко Анна Ивановна               | 13.12.1923 — 23.02.1989 | Доярка совхоза «Маяк» Большереченского района Омской области | 06.09.1973      | сельхоз         | Большереченский район           | [ ГС 12 ]  |
| 13  | Борзов Борис Михайлович                | 26.03.1939 — 14.03.1996 | Комбайнёр совхоза «Полтавский» Полтавского района Омской области | 13.12.1972      | сельхоз         | Полтавский район                | [ ГС 13 ]  |
| 14  | Борисов Трофим Никитич                 | 1911—1960               | Управляющий отделением совхоза «Элита» Министерства совхозов СССР, Москаленский район Омской области                                                                   | 12.11.1951      | сельхоз         | *Северо-Казахстанская область   | [ ГС 14 ]  |
| 15  | Брюханов Дмитрий Михайлович            | 08.11.1924 — 22.03.1989 | Бригадир полеводческой бригады племенного молочного совхоза «Омский» Министерства совхозов СССР, Омский район Омской области                                           | 12.11.1951      | сельхоз         | Омский район                    | [ ГС 15 ]  |
| 16  | Брюханова Мария Ефимовна               | 1920—1982               | Доярка племенного завода «Омский» Омского района Омской области | 22.03.1966      | сельхоз         | Омский район                    | [ ГС 16 ]  |
| 17  | Будеркин Пётр Васильевич               | 07.04.1924 — 22.11.2004 | Директор Омского шинного завода Министерства нефтеперерабатывающей и нефтехимической промышленности СССР                                                               | 29.04.1976      | нефтехимпром    | *Пензенская область             | [ ГС 17 ]  |
| 18  | Буженица Иван Васильевич               | 24.02.1932 — 13.05.1983 | Комбайнёр совхоза «Коммунист» Черлакского района Омской области | 13.12.1972      | сельхоз         | *Черновицкая область            | [ ГС 18 ]  |
| 19  | Бузынный Василий Захарович             | 09.02.1924 — 16.07.1995 | Карусельщик Завода транспортного машиностроения имени Октябрьской революции Министерства оборонной промышленности СССР, гор. Омск                                      | 16.01.1974      | оборонпром      | *Алтайский край                 | [ ГС 19 ]  |
| 20  | Василевская Татьяна Дорофеевна         | 14.01.1914 — 26.10.1974 | Колхозница колхоза имени Войкова Одесского района Омской области | 05.07.1950      | сельхоз         | Одесский район                  | [ ГС 20 ]  |
| 21  | Васильев Николай Михайлович            | 19.12.1914 — 17.11.1998 | Слесарь-инструментальщик Омского моторостроительного завода имени П. И. Баранова Министерства авиационной промышленности СССР                                          | 22.07.1966      | машиностроение  | *Запорожская область            | [ ГС 21 ]  |
| 22  | Величко Иван Васильевич                | 17.01.1913 — 1983       | Комбайнёр Павлоградской МТС Омской области | 05.04.1951      | сельхоз         | Павлоградский район             | [ ГС 22 ]  |
| 23  | Вишневский Иван Андреевич              | 01.01.1914 — 20.10.1996 | Председатель колхоза имени Хрущёва Шербакульского района Омской области                                                                                                | 11.01.1957      | сельхоз         | Шербакульский район             | [ ГС 23 ]  |
| 24  | Воробьёв Алексей Петрович              | 1928 — 08.11.1989       | Бригадир плавильщиков Завода транспортного машиностроения имени Октябрьской революции Министерства оборонной промышленности СССР, гор. Омск                            | 26.04.1971      | оборонпром      | Большеуковский район            | [ ГС 24 ]  |
| 25  | Вставских Степан Александрович         | 26.08.1926 — 09.06.1981 | Тракторист совхоза «Цветочный» Русско-Полянского района Омской области                                                                                                 | 11.01.1957      | сельхоз         | Большеуковский район            | [ ГС 25 ]  |
| 26  | Галеник Григорий Степанович            | 16.04.1914 — 18.03.1991 | Председатель колхоза имени Кирова Полтавского района Омской области | 11.01.1957      | сельхоз         | *Днепропетровская область       | [ ГС 26 ]  |
| 27  | Герасимова Любовь Григорьевна          | 23.09.1918 — 10.12.2006 | Агроном отделения совхоза «Элита» Министерства совхозов СССР, Москаленский район Омской области                                                                        | 12.11.1951      | сельхоз         | *Кировоградская область         | [ ГС 27 ]  |
| 28  | Гранкин Пётр Григорьевич               | 24.06.1926 — 27.10.2019 | Бригадир колхоза «Заветы Ленина» Муромцевского района Омской области                                                                                                   | 10.03.1980      | сельхоз         | Муромцевский район              | [ ГС 28 ]  |
| 29  | Гребенников Павел Фёдорович            | 18.03.1912 — 26.03.1975 | Директор Полтавской МТС Полтавского района Омской области | 11.01.1957      | сельхоз         | Полтавский район                | [ ГС 29 ]  |
| 30  | Григорьев Пётр Андреевич               | 09.12.1914 — 16.07.1980 | Директор Омского моторостроительного завода имени П. И. Баранова Министерства авиационной промышленности СССР                                                          | 26.04.1971      | машиностроение  | *Донецкая область               | [ ГС 30 ]  |
| 31  | Громов Виктор Георгиевич               | 14.03.1927 — 28.01.2010 | Главный врач участковой больницы Тарского района Омской области | 04.02.1969      | здравоохранение | *Тверская область               | [ ГС 31 ]  |
| 32  | Даниленко Аверьян Корнеевич            | 19.09.1912 — 28.12.1991 | Комбайнёр зернового совхоза «Ново-Уральский» Министерства совхозов СССР, Таврический район Омской области                                                              | 30.04.1951      | сельхоз         | *Запорожская область            | [ ГС 32 ]  |
| 33  | Деделов Платон Андреевич               | 28.11.1903 — 05.01.1966 | Председатель Ульяновского райисполкома Омской области | 11.01.1957      | госуправление   | Калачинский район               | [ ГС 33 ]  |
| 34  | Демеш Ольга Ивановна                   | 1924—1985               | Управляющая фермой совхоза «Меркутлинский» Тюкалинского района Омской области                                                                                          | 08.04.1971      | сельхоз         | Тюкалинский район               | [ ГС 34 ]  |
| 35  | Дендиберя Пётр Михайлович              | 05.01.1910 — 07.08.1978 | Управляющий фермой молочного совхоза «Северо-Любинский» Министерства совхозов СССР, Любинский район Омской области                                                     | 12.11.1951      | сельхоз         | *Северо-Казахстанская область   | [ ГС 35 ]  |
| 36  | Деньгин Пётр Васильевич                | 21.10.1912 — 10.11.1976 | Зоотехник племенного овцеводческого завода «Марьяновский» Марьяновского района Омской области                                                                          | 22.03.1966      | сельхоз         | *Алтай (республика)             | [ ГС 36 ]  |
| 37  | Дикий Фёдор Матвеевич                  | 05.06.1916 — 20.07.1993 | Председатель колхоза имени Димитрова Москаленского района Омской области                                                                                               | 22.03.1966      | сельхоз         | *Брянская область               | [ ГС 37 ]  |
| 38  | Должин Александр Прокопьевич           | 1926—1978               | Звеньевой колхоза имени Сталина Крутинского района Омской области | 08.03.1948      | сельхоз         | Крутинский район                | [ ГС 38 ]  |
| 39  | Дроздов Степан Гурьянович              | 14.08.1931 — 20.07.1993 | Комбайнёр совхоза «Красовский» Оконешниковского района Омской области                                                                                                  | 11.12.1973      | сельхоз         | *Новосибирская область          | [ ГС 39 ]  |
| 40  | Жижилев Иван Семёнович                 | 22.09.1941 — 14.05.2004 | Фрезеровщик Омского электромеханического завода Министерства общего машиностроения СССР                                                                                | 12.08.1976      | машиностроение  | Тевризский район                | [ ГС 40 ]  |
| 41  | Жук Михаил Фёдорович                   | 24.10.1919 — 27.04.1989 | Бригадир монтажников Омского монтажного управления № 1 треста «Сибнефтехиммонтаж» Министерства монтажных и специальных строительных работ СССР                         | 07.05.1971      | строительство   | *Львовская область              | [ ГС 41 ]  |
| 42  | Жуков Николай Яковлевич                | 16.09.1926 — 08.06.2006 | Составитель поездов станции Московка Омской железной дороги, Омская область                                                                                            | 01.08.1959      | транспорт       | *Волгоградская область          | [ ГС 42 ]  |
| 43  | Жуков Пётр Иванович                    | 1908—1983               | Комбайнёр Колосовской МТС Омской области | 18.04.1952      | сельхоз         | Колосовский район               | [ ГС 43 ]  |
| 44  | Зайцев Валентин Иванович               | 10.07.1928 — 17.01.2011 | Генеральный директор производственного объединения «Омский электромеханический завод» Министерства общего машиностроения СССР                                          | 04.12.1987      | машиностроение  | Омский район                    | [ ГС 44 ]  |
| 45  | Зародыш Пётр Иванович                  | 01.07.1932 — 27.05.2022 | Тракторист совхоза «Сибиряк» Русско-Полянского района Омской области                                                                                                   | 08.04.1971      | сельхоз         | Русско-Полянский район          | [ ГС 45 ]  |
| 46  | Звонарёв Анатолий Иванович             | 03.01.1931 — 27.06.2003 | Бригадир механизированной колонны строительного управления № 2 треста «Омскнефтепроводстрой» Министерства газовой промышленности СССР, гор. Омск                       | 01.07.1966      | газпром         | *Ростовская область             | [ ГС 46 ]  |
| 47  | Зинченко Василий Моисеевич             | 14.09.1924 — 22.04.2011 | Старший чабан госплемзавода «Москаленский» Москаленского района Омской области                                                                                         | 29.08.1986      | сельхоз         | *Костанайская область           | [ ГС 47 ]  |
| 48  | Зинченко Дмитрий Моисеевич             | 11.09.1908 — 25.03.1998 | Старший чабан племенного овцеводческого завода «Москаленский» Москаленского района Омской области                                                                      | 22.03.1966      | сельхоз         | *Костанайская область           | [ ГС 48 ]  |
| 49  | Золотарёва Дарья Петровна              | 13.03.1914 — 10.03.2006 | Телятница совхоза «Меркутлинский» Тюкалинского района Омской области                                                                                                   | 22.03.1966      | сельхоз         | Тюкалинский район               | [ ГС 49 ]  |
| 50  | Зорин Тимофей Лукьянович               | 13.10.1913 — 29.09.1966 | Комбайнёр совхоза «Ермак» Нововаршавского района Омской области | 23.06.1966      | сельхоз         | *Акмолинская область            | [ ГС 50 ]  |
| 51  | Зорько Сергей Евдокимович              | 1897 — 03.09.1966       | Директор совхоза «Элита» Министерства совхозов СССР, Москаленский район Омской области                                                                                 | 12.11.1951      | сельхоз         | *Черниговская область           | [ ГС 51 ]  |
| 52  | Зуева Мария Матвеевна                  | 20.07.1919 — 24.12.1993 | Наладчица Сибирского завода Омского совнархоза | 07.03.1960      | машиностроение  | Горьковский район               | [ ГС 52 ]  |
| 53  | Иванов Григорий Фёдорович              | 26.12.1910 — 16.06.1979 | Директор совхоза «Боевой» Исилькульского района Омской области | 08.04.1971      | сельхоз         | *Восточно-Казахстанская область | [ ГС 53 ]  |
| 54  | Иванов Дмитрий Андреевич               | 07.11.1917 — 18.10.1994 | Комбайнёр совхоза «Сибиряк» Русско-Полянского района Омской области | 23.06.1966      | сельхоз         | *Северо-Казахстанская область   | [ ГС 54 ]  |
| 55  | Кальницкий Павел Васильевич            | 02.11.1913 — 24.09.1985 | Комбайнёр Буняковской МТС Одесского района Омской области | 05.04.1951      | сельхоз         | Одесский район                  | [ ГС 55 ]  |
| 56  | Каминский Эдуард Францевич             | 12.04.1928 — 08.05.2008 | Начальник кооперативно-государственного объединения по строительству «Омскагропромстрой-1», Омская область                                                             | 13.08.1986      | строительство   | *Витебская область              | [ ГС 56 ]  |
| 57  | Катык Сали Александрович               | 20.10.1930 — 28.05.2010 | Директор Омского завода транспортного машиностроения имени Октябрьской революции Министерства оборонной промышленности СССР                                            | 16.06.1981      | оборонпром      | *Свердловская область           | [ ГС 57 ]  |
| 58  | Кимбин Владимир Владимирович           | 29.05.1939 — 27.08.2022 | Бригадир судосборщиков Омского судоремонтно-судостроительного завода имени 60-летия Октября Иртышского речного пароходства Министерства речного флота РСФСР            | 06.02.1986      | транспорт       | Марьяновский район              | [ ГС 58 ]  |
| 59  | Ковалёв Николай Александрович          | 24.12.1929 — 06.01.2007 | Бригадир комплексной бригады строительно-монтажного управления № 4 треста № 6 объединения «Омскстрой» Министерства жилищно-гражданского строительства РСФСР, гор. Омск | 08.01.1974      | строительство   | *Псковская область              | [ ГС 59 ]  |
| 60  | Комлев Матвей Кондратьевич             | 18.08.1910 — 01.06.1986 | Комбайнёр Северной МТС Любинского района Омской области | 27.04.1951      | сельхоз         | Любинский район                 | [ ГС 60 ]  |
| 61  | Коржук Кирилл Емельянович              | 1901—1956               | Председатель колхоза имени Стаханова Полтавского района Омской области                                                                                                 | 08.03.1948      | сельхоз         | *Винницкая область              | [ ГС 61 ]  |
| 62  | Корнев Алексей Петрович                | 17.03.1910 — 05.02.1982 | Начальник участка управления механизации № 2 треста «Строймеханизация-2», Омская область                                                                               | 11.08.1966      | строительство   | *Московская область             | [ ГС 62 ]  |
| 63  | Кохомский Фёдор Михайлович             | 19.08.1903 — 31.10.1982 | Старший зоотехник племенного молочного совхоза «Омский» № 54 Министерства совхозов СССР, Омский район Омской области                                                   | 01.12.1949      | сельхоз         | *Владимирская область           | [ ГС 63 ]  |
| 64  | Кривко Алексей Григорьевич             | 04.06.1939 — 09.04.2025 | Тракторист совхоза «Еремеевский» Полтавского района Омской области | 19.04.1967      | сельхоз         | Полтавский район                | [ ГС 64 ]  |
| 65  | Кругов Геннадий Иванович               | род. 11.01.1935         | Звеньевой теплично-парникового комбината Омского района Омской области                                                                                                 | 10.02.1975      | сельхоз         | Любинский район                 | [ ГС 65 ]  |
| 66  | Кубарев Дмитрий Иванович               | 1911—1974               | Мастер-маслодел Большереченского маслозавода Министерства мясной и молочной промышленности РСФСР, Омская область                                                       | 14.06.1966      | пищепром        | Горьковский район               | [ ГС 66 ]  |
| 67  | Кузнецов Иван Иванович                 | 1931—1993               | Наладчик автоматов Омского радиозавода имени А. С. Попова Министерства радиопромышленности СССР                                                                        | 26.04.1971      | радиопром       | *Тамбовская область             | [ ГС 67 ]  |
| 68  | Кузнецов Фёдор Григорьевич             | 05.09.1914 — 16.08.2005 | Механик теплохода Иртышского речного пароходства Министерства речного флота РСФСР, Омская область                                                                      | 14.09.1966      | транспорт       | *Забайкальский край             | [ ГС 68 ]  |
| 69  | Лавриненко Андрей Михайлович           | 14.10.1924 — 15.06.2003 | Директор совхоза «Победа» Нововаршавского района Омской области | 13.12.1972      | сельхоз         | *Черкасская область             | [ ГС 69 ]  |
| 70  | Лазуткин Алексей Степанович            | 10.03.1918 — 16.09.2004 | Машинист экскаватора машинопрокатной базы строительного треста № 49 Омского совнархоза                                                                                 | 09.08.1958      | строительство   | *Алтайский край                 | [ ГС 70 ]  |
| 71  | Лелеков Юрий Сергеевич                 | 19.04.1930 — 23.03.1988 | Мастер цеха локомотивного депо Московка Омской железной дороги, Омская область                                                                                         | 01.08.1959      | транспорт       | *Томская область                | [ ГС 71 ]  |
| 72  | Леонова Лидия Сидоровна                | 12.07.1930 — 11.04.2025 | Свинарка совхоза «Победитель» Кормиловского района Омской области | 08.04.1971      | сельхоз         | Большеуковский район            | [ ГС 72 ]  |
| 73  | Ложников Павел Александрович           | 07.03.1925 — 26.01.2014 | Регулировщик радиоаппаратуры Омского приборостроительного завода имени Н. Г. Козицкого Министерства радиопромышленности СССР                                           | 29.07.1966      | радиопром       | Тюкалинский район               | [ ГС 73 ]  |
| 74  | Луцкович Анна Ивановна                 | 02.10.1928 — 10.02.2014 | Бригадир съёмщиц пряжи Омского текстильного производственного объединения «Восток» Министерства лёгкой промышленности РСФСР                                            | 05.04.1971      | легпром         | *Тюменская область              | [ ГС 74 ]  |
| 75  | Мазур Мария Леонтьевна                 | 1911—1993               | Бригадир штукатуров строительного треста № 2 Омского совнархоза | 09.08.1958      | строительство   | *Киевская область               | [ ГС 75 ]  |
| 76  | Майоров Артур Петрович                 | 06.10.1930 — 14.12.1985 | Директор совхоза «Лузинский» Омского района Омской области | 23.12.1976      | сельхоз         | *Днепропетровская область       | [ ГС 76 ]  |
| 77  | Манник Михаил Данилович                | 13.06.1908 — 17.07.1983 | Комбайнёр Семяновской МТС Павлоградского района Омской области | 05.04.1951      | сельхоз         | *Днепропетровская область       | [ ГС 77 ]  |
| 78  | Манякин Сергей Иосифович               | 07.11.1923 — 04.01.2010 | Первый секретарь Омского обкома КПСС | 05.11.1983      | госуправление   | *Ставропольский край            | [ ГС 78 ]  |
| 79  | Маран Лина Ивановна                    | род. 12.11.1940         | Доярка колхоза «Красный луч» Тарского района Омской области | 22.03.1966      | сельхоз         | Тарский район                   | [ ГС 79 ]  |
| 80  | Махоткин Иван Фёдорович                | 1923—1994               | Слесарь-сборщик завода № 166 Омского совнархоза | 17.06.1961      | машиностроение  | *Московская область             | [ ГС 80 ]  |
| 81  | Мержвинская Анна Константиновна        | 19.03.1922 — 07.01.1991 | Бригадир совхоза «Лузинский» Омского района Омской области | 22.03.1966      | сельхоз         | *Кемеровская область            | [ ГС 81 ]  |
| 82  | Михеев Павел Григорьевич               | 15.02.1914 — 09.04.1957 | Комбайнёр Исиль-Кульской МТС Омской области | 27.04.1951      | сельхоз         | Исилькульский район             | [ ГС 82 ]  |
| 83  | Молчанов Михаил Васильевич             | 18.11.1926 — 20.03.2018 | Электромонтёр Тарского эксплуатационно-технического узла связи Министерства связи РСФСР, Омская область                                                                | 02.04.1981      | связь           | Тарский район                   | [ ГС 83 ]  |
| 84  | Момот Степан Дмитриевич                | 03.09.1920 — 18.06.2007 | Первый секретарь Омского райкома КПСС, Омская область | 17.07.1986      | госуправление   | Полтавский район                | [ ГС 84 ]  |
| 85  | Мусетов Десейке                        | 01.11.1917 — 08.04.1981 | Бригадир полеводческой бригады молочного совхоза «Северо-Любинский» Министерства совхозов СССР, Любинский район Омской области                                         | 12.11.1951      | сельхоз         | *Павлодарская область           | [ ГС 85 ]  |
| 86  | Мухина Нина Ивановна                   | 06.07.1923 — 06.07.1961 | Звеньевая семеноводческого колхоза «Красный партизан» Тарского района Омской области                                                                                   | 05.07.1950      | сельхоз         | Седельниковский район           | [ ГС 86 ]  |
| 87  | Мясников Дмитрий Ермолаевич            | 05.07.1927 — 24.06.1992 | Звеньевой колхоза «Путь Ильича» Дзержинского района Омской области | 08.03.1948      | сельхоз         | Тарский район                   | [ ГС 87 ]  |
| 88  | Мясникова Анастасия Тихоновна          | 1901—1990               | Бригадир племенного молочного совхоза «Омский» № 54 Министерства совхозов СССР, Омский район Омской области                                                            | 01.12.1949      | сельхоз         | *Пензенская область             | [ ГС 88 ]  |
| 89  | Назаров Василий Васильевич             | 24.10.1924 — 20.09.1975 | Токарь Омского судоремонтного завода Министерства речного флота РСФСР                                                                                                  | 04.05.1971      | транспорт       | *Восточно-Казахстанская область | [ ГС 89 ]  |
| 90  | Наливайко Леонид Яковлевич             | 01.07.1927 — 19.11.2006 | Старший механик путеукладчика путевой машинной станции № 22 треста «Рекпуть» Главного управления пути и сооружений Министерства путей сообщения СССР, Омская область   | 01.08.1959      | транспорт       | *Днепропетровская область       | [ ГС 90 ]  |
| 91  | Насыро Пётр Александрович              | 27.11.1926 — 08.08.2021 | Бригадир плотников-бетонщиков строительно-монтажного управления № 3 треста № 5 Министерства промышленного строительства СССР, гор. Омск                                | 16.06.1981      | строительство   | Калачинский район               | [ ГС 91 ]  |
| 92  | Неворотов Григорий Александрович       | 27.11.1914 — 09.11.1994 | Председатель колхоза «Заветы Ленина» Муромцевского района Омской области                                                                                               | 08.04.1971      | сельхоз         | Муромцевский район              | [ ГС 92 ]  |
| 93  | Нестреляй Мария Демьяновна             | 25.08.1932 — 13.10.1999 | Доярка совхоза «Краснодарский» Павлоградского района Омской области | 08.04.1971      | сельхоз         | Павлоградский район             | [ ГС 93 ]  |
| 94  | Нечаев Иван Фёдорович                  | 1904—1995               | Директор племенного молочного совхоза «Омский» № 54 Министерства совхозов СССР, Омский район Омской области                                                            | 01.12.1949      | сельхоз         | *Волгоградская область          | [ ГС 94 ]  |
| 95  | Никифоров Константин Дмитриевич        | 19.04.1902 — 13.11.1975 | Директор молочного совхоза «Северо-Любинский» Министерства совхозов СССР, Любинский район Омской области                                                               | 12.11.1951      | сельхоз         | *Новосибирская область          | [ ГС 95 ]  |
| 96  | Никонов Валентин Иванович              | 18.12.1923 — 02.11.2006 | Первый секретарь Омского райкома КПСС, Омская область | 11.12.1973      | госуправление   | *Восточно-Казахстанская область | [ ГС 96 ]  |
| 97  | Никонов Яков Петрович                  | 17.10.1920 — 19.03.2004 | Комбайнёр Ингалинской МТС Большереченского района Омской области | 12.06.1951      | сельхоз         | Большереченский район           | [ ГС 97 ]  |
| 98  | Озюменко Василий Дмитриевич            | 19.02.1930 — 20.10.2008 | Директор совхоза «Элита» Москаленского района Омской области | 19.04.1967      | сельхоз         | *Луганская область              | [ ГС 98 ]  |
| 99  | Орлов Фёдор Лаврентьевич               | 1907—1966               | Комбайнёр совхоза «Борисовский» Шербакульского района Омской области                                                                                                   | 23.06.1966      | сельхоз         | *Харьковская область            | [ ГС 99 ]  |
| 100 | Орлова Ирина Ивановна                  | 15.05.1914 — 19.09.1983 | Каландровожатая Омского шинного завода Омского совнархоза | 07.03.1960      | нефтехимпром    | *Псковская область              | [ ГС 100 ] |
| 101 | Охотников Виктор Васильевич            | 15.09.1927 — 31.08.2011 | Первый секретарь Русско-Полянского райкома КПСС, Омская область | 13.12.1972      | госуправление   | *Тыва                           | [ ГС 101 ] |
| 102 | Палёха Александр Павлович              | 1881 — 15.01.1956       | Звеньевой колхоза имени Стаханова Полтавского района Омской области | 08.03.1948      | сельхоз         | *Сумская область                | [ ГС 102 ] |
| 103 | Паршин Николай Степанович              | 1917—1991               | Шофёр автоколонны Омского управления автомобильного транспорта Министерства автомобильного транспорта и шоссейных дорог РСФСР                                          | 05.10.1966      | транспорт       | *Тульская область               | [ ГС 103 ] |
| 104 | Петров Алексей Сергеевич               | род. 07.01.1939         | Директор совхоза «Сибиряк» Русско-Полянского района Омской области | 10.03.1980      | сельхоз         | *Новосибирская область          | [ ГС 104 ] |
| 105 | Петров Иван Михайлович                 | 1914—1980               | Комбайнёр Селивановской МТС Москаленского района Омской области | 05.04.1951      | сельхоз         | Москаленский район              | [ ГС 105 ] |
| 106 | Плечистов Виктор Васильевич            | 1923—2001               | Токарь Омского электротехнического завода имени Карла Маркса Министерства радиопромышленности СССР                                                                     | 26.04.1971      | радиопром       | *Волгоградская область          | [ ГС 106 ] |
| 107 | Поляков Николай Фёдорович              | 22.01.1914 — 12.02.1986 | Паровозный машинист депо Омск Омской железной дороги | 05.11.1943      | транспорт       | Омск                            | [ ГС 107 ] |
| 108 | Пономарёв Сергей Кузьмич               | 1913—1989               | Управляющий фермой племенного молочного совхоза «Омский» Министерства совхозов СССР, Омский район Омской области                                                       | 12.11.1951      | сельхоз         | *Тюменская область              | [ ГС 108 ] |
| 109 | Регида Иван Фёдорович                  | 04.11.1918 — 19.03.1987 | Председатель колхоза имени XXII съезда КПСС Называевского района Омской области                                                                                        | 22.03.1966      | сельхоз         | Называевский район              | [ ГС 109 ] |
| 110 | Речапова Мансура Абдрахмановна         | 21.08.1923 — 29.05.2014 | Трактористка колхоза имени Избышева Седельниковского района Омской области                                                                                             | 08.04.1971      | сельхоз         | Седельниковский район           | [ ГС 110 ] |
| 111 | Решетникова Прасковья Никитична        | 10.10.1932 — 01.04.2014 | Доярка совхоза «Некрасовский» Нижнеомского района Омской области | 08.04.1971      | сельхоз         | Нижнеомский район               | [ ГС 111 ] |
| 112 | Руденко Мария Прокопьевна              | 31.10.1935 — 06.09.2016 | Доярка колхоза «Заря коммунизма» Омского района Омской области | 13.03.1981      | сельхоз         | Саргатский район                | [ ГС 112 ] |
| 113 | Сагандыков Люкот                       | 07.11.1924 — 04.08.2008 | Чабан совхоза «Черлакский» Нововаршавского района Омской области | 08.04.1971      | сельхоз         | *Павлодарская область           | [ ГС 113 ] |
| 114 | Секачёв Пётр Яковлевич                 | 14.06.1927 — 20.04.2005 | Слесарь-сборщик завода № 29 Омского Совнархоза | 17.06.1961      | машиностроение  | Тарский район                   | [ ГС 114 ] |
| 115 | Сергеев Михаил Дмитриевич              | 15.01.1915 — 27.06.1981 | Скотник совхоза «Становский» Большеуковского района Омской области | 08.04.1971      | сельхоз         | Большеуковский район            | [ ГС 115 ] |
| 116 | Сергеева (Перешивко) Татьяна Яковлевна | род. 20.07.1939         | Свинарка совхоза «Победитель» Кормиловского района Омской области | 25.12.1959      | сельхоз         | Кормиловский район              | [ ГС 116 ] |
| 117 | Сердюк Николай Иванович                | 01.08.1933 — 13.07.2017 | Токарь производственного объединения «Полёт» Министерства общего машиностроения СССР, гор. Омск                                                                        | 02.10.1975      | машиностроение  | Любинский район                 | [ ГС 117 ] |
| 118 | Скидский Михаил Николаевич             | 13.03.1913 — 19.02.1989 | Первый секретарь Русско-Полянского райкома КПСС, Омская область | 11.01.1957      | госуправление   | *Донецкая область               | [ ГС 118 ] |
| 119 | Сливкин Андрей Иванович                | 29.08.1921 — 2005       | Старший ветеринарный врач племенного молочного совхоза «Омский» № 54 Министерства совхозов СССР, Омский район Омской области                                           | 01.12.1949      | сельхоз         | *Рязанская область              | [ ГС 119 ] |
| 120 | Сметанников Василий Андриянович        | 20.12.1920 — 03.07.1995 | Комбайнёр Курганской МТС Марьяновского района Омской области | 27.04.1951      | сельхоз         | Марьяновский район              | [ ГС 120 ] |
| 121 | Смирнова Любовь Павловна               | 13.05.1921 — 05.07.2006 | Доярка колхоза имени Калинина Одесского района Омской области | 22.03.1966      | сельхоз         | Одесский район                  | [ ГС 121 ] |
| 122 | Сосновская Надежда Антоновна           | 25.08.1923 — 21.10.2001 | Машинист турбинного цеха Омской объединённой ТЭЦ № 2 Министерства энергетики и электрификации СССР                                                                     | 20.04.1971      | энергетика      | *Тамбовская область             | [ ГС 122 ] |
| 123 | Стрельчук Кирилл Иванович              | 1897—1960               | Старший механик молочного совхоза «Северо-Любинский» Министерства совхозов СССР, Любинский район Омской области                                                        | 12.11.1951      | сельхоз         | *Волынская область              | [ ГС 123 ] |
| 124 | Терещан Мария Васильевна               | 04.03.1917 — 10.03.2009 | Птичница племенного птицеводческого совхоза «Осокинский» Калачинского района Омской области                                                                            | 22.03.1966      | сельхоз         | *Воронежская область            | [ ГС 124 ] |
| 125 | Тоболин Анатолий Васильевич            | 29.02.1936 — 19.06.2017 | Токарь-карусельщик Завода транспортного машиностроения имени Октябрьской революции Министерства оборонной промышленности СССР, гор. Омск                               | 16.06.1981      | оборонпром      | Любинский район                 | [ ГС 125 ] |
| 126 | Токарев Василий Игнатьевич             | 08.01.1931 — 13.03.1998 | Плавильщик Омского агрегатного завода имени В. В. Куйбышева Министерства авиационной промышленности СССР                                                               | 26.04.1971      | машиностроение  | *Тюменская область              | [ ГС 126 ] |
| 127 | Токарев Николай Кузьмич                | 1906—1988               | Председатель колхоза «Красный герой» Крутинского района Омской области                                                                                                 | 19.03.1947      | сельхоз         | Крутинский район                | [ ГС 127 ] |
| 128 | Трегубов Иван Иванович                 | 17.12.1911 — 09.11.1993 | Слесарь Омского нефтеперерабатывающего завода Министерства нефтеперерабатывающей и нефтехимической промышленности СССР                                                 | 28.05.1966      | нефтехимпром    | *Ярославская область            | [ ГС 128 ] |
| 129 | Троценко Николай Архипович             | 13.12.1918 — 05.12.1995 | Комбайнёр Татарской МТС Черлакского района Омской области | 11.01.1957      | сельхоз         | Черлакский район                | [ ГС 129 ] |
| 130 | Хорошун Кирилл Александрович           | 07.07.1904 — 15.03.1975 | Директор племенного молочного совхоза «Нижне-Иртышский» Министерства совхозов СССР, Саргатский район Омской области                                                    | 12.11.1951      | сельхоз         | *Донецкая область               | [ ГС 130 ] |
| 131 | Чуленко Михаил Пантелеевич             | 26.10.1906 — 27.04.1992 | Комбайнёр Ольгинской МТС Полтавского района Омской области | 05.04.1951      | сельхоз         | *Кировоградская область         | [ ГС 131 ] |
| 132 | Шарыгин Николай Павлович               | 24.12.1910 — 1978       | Комбайнёр Одесской МТС Омской области | 05.04.1951      | сельхоз         | Омск                            | [ ГС 132 ] |
| 133 | Шатохин Александр Сергеевич            | 21.04.1924 — 30.04.2001 | Старший оператор Омского нефтеперерабатывающего комбината Министерства нефтеперерабатывающей и нефтехимической промышленности СССР                                     | 20.04.1971      | нефтехимпром    | *Орловская область              | [ ГС 133 ] |
| 134 | Шашкова Александра Кондратьевна        | 1917—1977               | Доярка совхоза «Копьёвский» Муромцевского района Омской области | 22.03.1966      | сельхоз         | Муромцевский район              | [ ГС 134 ] |
| 135 | Швыммер Александр Степанович           | 1890—1977               | Председатель колхоза имени Калинина Одесского района Омской области | 11.01.1957      | сельхоз         | *Венгрия                        | [ ГС 135 ] |
| 136 | Шейда Иван Евдокимович                 | 15.04.1908 — 04.09.1964 | Старший конюх зернового совхоза «Коммунист» № 611 Министерства совхозов СССР, Черлакский район Омской области                                                          | 01.12.1949      | сельхоз         | Черлакский район                | [ ГС 136 ] |
| 137 | Шумаков Тихон Петрович                 | 17.09.1913 — 02.07.1988 | Первый секретарь Ульяновского райкома КПСС, Омская область | 11.01.1957      | госуправление   | Полтавский район                | [ ГС 137 ] |
| 138 | Эннс Иван Яковлевич                    | 29.06.1926 — 20.09.2006 | Председатель колхоза «Заря коммунизма» Омского района Омской области                                                                                                   | 05.12.1985      | сельхоз         | *Северо-Казахстанская область   | [ ГС 138 ] |

## Уроженцы Омской области, удостоенные звания Героя Социалистического Труда в других регионах СССР
| №  | Фамилия, имя, отчество              | Даты жизни              | Деятельность | Дата присвоения | Отрасль            | Место рождения        | ГС        |
| -- | ----------------------------------- | ----------------------- | --- | --------------- | ------------------ | --------------------- | --------- |
| 1  | Адамович Иван Григорьевич           | 1923 — ????             | Раскряжевщик древесины Верхнедаубихинского леспромхоза Министерства лесной, целлюлозно-бумажной и деревообрабатывающей промышленности СССР, Приморский край                                                                                                  | 17.09.1966      | леспром            | Крутинский район      | [ ГС 1 ]  |
| 2  | Альба Эдуард Александрович          | 18.03.1920 — ????       | Директор совхоза «Сауэ» Харьюского района Эстонской ССР | 08.04.1971      | сельхоз            | Калачинский район     |           |
| 3  | Белов Василий Иванович              | 03.04.1922 — 02.03.2000 | Бригадир комплексной бригады Боровлянского леспромхоза Государственного комитета лесного хозяйства Совета Министров СССР, Алтайский край | 06.09.1966      | леспром            | Называевский район    | [ ГС 2 ]  |
| 4  | Болдырев Владимир Павлович          | 01.03.1915 — 12.06.1970 | Председатель колхоза «Советская Молдавия» Каушанского района Молдавской ССР | 22.03.1966      | сельхоз            | Одесский район        | [ ГС 3 ]  |
| 5  | Боресков Георгий Константинович     | 20.04.1907 — 12.08.1984 | Директор Института катализа Сибирского отделения Академии наук СССР, Новосибирская область | 29.04.1967      | наука              | Омск                  | [ ГС 4 ]  |
| 6  | Боридько Алексей Дмитриевич         | 15.11.1922 — 22.06.1996 | Бригадир совхоза «Чистовский» Булаевского района Северо-Казахстанской области | 19.04.1967      | сельхоз            | Исилькульский район   | [ ГС 5 ]  |
| 7  | Булахов Денис Григорьевич           | 06.12.1905 — 02.05.1985 | Бригадир каменщиков управления начальника работ № 11 строительного треста № 4 Министерства строительства Белорусской ССР, гор. Минск | 09.08.1958      | строительство      | Черлакский район      | [ ГС 6 ]  |
| 8  | Булашёв Дмитрий Фролович            | 09.11.1915 — 14.12.1973 | Машинист турбинного цеха Иркутской ТЭЦ № 1 Иркутскэнерго Министерства энергетики и электрификации СССР, Иркутская область | 04.10.1966      | энергетика         | Омская область        | [ ГС 7 ]  |
| 9  | Быков Евгений Александрович         | 03.03.1916 — ????       | Старший вальцовщик Нижнеднепровского трубопрокатного завода имени Карла Либкнехта Министерства чёрной металлургии Украинской ССР, город Днепропетровск | 22.03.1966      | металлургия        | Большереченский район | [ ГС 8 ]  |
| 10 | Вертелов Константин Михайлович      | 18.11.1923 — 03.01.1997 | Начальник Главного управления специального строительства Министерства обороны СССР, генерал-лейтенант-инженер, гор. Москва | 21.02.1978      | оборона            | Исилькульский район   | [ ГС 9 ]  |
| 11 | Викулов Владимир Степанович         | 07.05.1938 — 22.03.2021 | Бывший управляющий трестом «Запсибэнергострой» Министерства энергетики и электрификации СССР, Ханты-Мансийский автономный округ, ныне генеральный директор Государственного производственного объединения «Братскгэсстрой» Минэнерго СССР, Иркутская область | 14.08.1990      | энергетика         | Тарский район         | [ ГС 10 ] |
| 12 | Власов Иосиф Тимофеевич             | 30.03.1916 — 1989       | Бригадир-драгер прииска «Ленинский» треста «Якутзолото» Якутского совнархоза | 09.06.1961      | металлургия        | Большереченский район | [ ГС 11 ] |
| 13 | Власова Анастасия Николаевна        | 25.06.1926 — 24.06.2014 | Доярка совхоза «Урюпинский» Алексеевского района Целиноградской области | 08.04.1971      | сельхоз            | Называевский район    | [ ГС 12 ] |
| 14 | Волосян Анастасия Михайловна        | 1917 — ????             | Звеньевая Весёло-Подолянского свеклосовхоза Министерства пищевой промышленности СССР, Семёновский район Полтавской области | 29.08.1949      | сельхоз            | Омская область        |           |
| 15 | Гриднева Ольга Георгиевна           | 18.06.1933 — 29.06.2025 | Председатель колхоза имени XXII съезда КПСС Ишимского района Тюменской области | 13.12.1972      | сельхоз            | Омск                  | [ ГС 13 ] |
| 16 | Домницкая (Иванова) Елена Семёновна | 20.09.1922 — 20.07.2015 | Звеньевая семеноводческого совхоза «Сибиряк» Министерства совхозов СССР, Тулунский район Иркутской области | 03.05.1948      | сельхоз            | Оконешниковский район | [ ГС 14 ] |
| 17 | Карпухин Николай Васильевич         | 12.12.1929 — 29.08.2010 | Тракторист-комбайнёр совхоза «Энтузиаст» Акмолинской области | 11.01.1957      | сельхоз            | Павлоградский район   | [ ГС 15 ] |
| 18 | Кашира Павел Тимофеевич             | 12.06.1914 — 1984       | Навалоотбойщик участка № 2 шахты № 5/7 треста «Анжероуголь» комбината «Кузбассуголь» Министерства угольной промышленности СССР, Кемеровская область | 26.04.1957      | углепром           | Исилькульский район   | [ ГС 16 ] |
| 19 | Кишкин Андрей Петрович              | 20.02.1924 — 13.10.1983 | Управляющий отделением зернового совхоза «Завьяловский» Министерства совхозов СССР, Тогучинский район Новосибирской области | 01.04.1948      | сельхоз            | Оконешниковский район | [ ГС 17 ] |
| 20 | Кожин Михаил Николаевич             | 02.10.1918 — 25.01.2003 | Наладчик агрегатов и станков с программным управлением Юргинского машиностроительного завода Министерства общего машиностроения СССР, Кемеровская область | 12.08.1976      | машиностроение     | Тарский район         | [ ГС 18 ] |
| 21 | Козлович Сергей Алексеевич          | 21.10.1938 — 04.10.2000 | Плотник строительного управления № 3 строительно-монтажного треста «Магнитострой» Российской государственной строительно-промышленной ассоциации «Росуралсибстрой», гор. Магнитогорск Челябинской области                                                    | 30.07.1991      | строительство      | Любинский район       | [ ГС 19 ] |
| 22 | Коломбет Алексей Яковлевич          | 30.03.1930 — 30.04.1988 | Фрезеровщик Каменск-Уральского радиозавода Министерства радиопромышленности СССР, Свердловская область | 29.07.1966      | радиопром          | Исилькульский район   | [ ГС 20 ] |
| 23 | Колосов Владимир Максимович         | 10.03.1928 — ????       | Бригадир слесарей Новокемеровского химического комбината Министерства химической промышленности СССР, гор. Кемерово | 20.04.1971      | химпром            | Нижнеомский район     | [ ГС 21 ] |
| 24 | Королёв Александр Евдокимович       | 11.06.1926 — 25.02.2008 | Бригадир слесарей-сборщиков завода «Прогресс» Министерства машиностроения СССР, гор. Кемерово | 26.04.1971      | оборонпром         | Омская область        | [ ГС 22 ] |
| 25 | Котенко Алексей Михайлович          | род. 18.04.1932         | Газовщик доменного цеха Кузнецкого металлургического комбината имени В. И. Ленина Министерства чёрной металлургии СССР, Кемеровская область | 05.03.1976      | металлургия        | Большереченский район | [ ГС 23 ] |
| 26 | Кузнецов Дмитрий Андреевич          | 06.11.1898 — 17.12.1984 | Директор Украинского отделения института «Гидропроект» имени С. Я. Жука Министерства строительства электростанций СССР | 04.11.1961      | энергетика         | Омск                  | [ ГС 24 ] |
| 27 | Кууль Оскар Пээтерович              | 06.11.1924 — 10.12.1992 | Председатель опорно-показательного рыболовецкого колхоза имени С. М. Кирова Харьюского района Эстонской ССР | 23.05.1980      | рыбхоз             | Седельниковский район | [ ГС 25 ] |
| 28 | Литвинов Василий Куприянович        | 10.09.1929 — 07.03.1981 | Старший осмотрщик вагонного депо Павлодар Целинной железной дороги, Павлодарская область | 16.01.1974      | транспорт          | Омск                  | [ ГС 26 ] |
| 29 | Лиханов Василий Алексеевич          | 1905—1978               | Забойщик шахты имени Димитрова комбината «Кузбассуголь» Министерства угольной промышленности восточных районов СССР, Кемеровская область | 28.08.1948      | углепром           | Нижнеомский район     | [ ГС 27 ] |
| 30 | Меньшикова Леонида Пимоновна        | 25.08.1927 — 31.03.2011 | Прядильщица Душанбинского текстильного комбината Министерства лёгкой промышленности Таджикской ССР | 05.04.1971      | легпром            | Омская область        |           |
| 31 | Минаев Григорий Иванович            | 18.02.1929 — 03.02.2020 | Бригадир горнорабочих очистного забоя шахты № 9—15 комбината «Кузбассуголь» Министерства угольной промышленности СССР, Кемеровская область | 30.03.1971      | углепром           | Знаменский район      | [ ГС 28 ] |
| 32 | Монченко Илья Фёдорович             | 31.12.1920 — 1989       | Бригадир шахтопроходчиков шахты № 2 Капитальная треста «Кузнецкшахтострой» Министерства строительства топливных предприятий СССР, Кемеровская область | 28.08.1948      | топпром            | Оконешниковский район | [ ГС 29 ] |
| 33 | Мусакин Валериан Алексеевич         | 02.05.1910 — 11.09.1987 | Главный инженер треста «Губахшахтострой» Министерства строительства топливных предприятий СССР, Молотовская область | 28.08.1948      | строительство      | Омск                  | [ ГС 30 ] |
| 34 | Наумова Прасковья Павловна          | 25.11.1926 — 11.09.2013 | Доярка экспериментального хозяйства Забайкальского научно-исследовательского технологического института овцеводства и мясного скотоводства, Читинский район Читинской области                                                                                | 08.04.1971      | сельхоз            | Тевризский район      | [ ГС 31 ] |
| 35 | Новгородцев Павел Андреевич         | 1926 — 11.05.1997       | Машинист экскаватора карьера «Куранах» объединения «Якутзолото» Министерства цветной металлургии, Якутская АССР | 30.03.1971      | металлургия        | Крутинский район      | [ ГС 32 ] |
| 36 | Пахомова София Семёновна            | 06.02.1931 — 22.09.1995 | Главный агроном совхоза «Рогачёвский» Дмитровского района Московской области | 08.04.1971      | сельхоз            | Омская область        | [ ГС 33 ] |
| 37 | Платонова Любовь Фёдоровна          | 27.09.1928 — 13.04.2017 | Звеньевая колхоза имени Будённого Мелитопольского района Запорожской области | 21.05.1952      | сельхоз            | Шербакульский район   | [ ГС 34 ] |
| 38 | Плахина Антонида Семёновна          | 02.11.1937 — 04.10.2021 | Доярка племзавода «Каменский» Каскеленского района Алма-Атинской области | 24.12.1976      | сельхоз            | Горьковский район     | [ ГС 35 ] |
| 39 | Плехов Виктор Владимирович          | 01.05.1927 — 14.10.1998 | Машинист прокатной машины Саратовского завода технического стекла Министерства промышленности строительных материалов РСФСР | 07.05.1971      | промстройматериалы | Усть-Ишимский район   | [ ГС 36 ] |
| 40 | Плотский Михаил Семёнович           | 1911—1979               | Бригадир навалоотбойщиков шахты Капитальная комбината «Кузбассуголь» Министерства угольной промышленности восточных районов СССР, Кемеровская область | 28.08.1948      | углепром           | Колосовский район     | [ ГС 37 ] |
| 41 | Поливин Анатолий Иванович           | 08.07.1928 — 29.10.2016 | Председатель колхоза имени Ленина Кыринского района Читинской области | 22.03.1966      | сельхоз            | Колосовский район     | [ ГС 38 ] |
| 42 | Полынцева Нина Фёдоровна            | 1928 — ????             | Звеньевая свеклосовхоза имени Фрунзе Министерства пищевой промышленности СССР, Кантский район Киргизской ССР | 08.05.1948      | сельхоз            | Муромцевский район    | [ ГС 39 ] |
| 43 | Попков Юрий Александрович           | 1934—1990               | Бригадир электромонтажников электромонтажного поезда № 702 треста «Трансэлектромонтаж» Министерства транспортного строительства СССР | 02.06.1962      | строительство      | Калачинский район     | [ ГС 40 ] |
| 44 | Попченко Александр Михайлович       | 1929—1992               | Бригадир комплексной бригады Шахтёрского строительного управления треста «Сахалиншахтострой» Сахалинского совнархоза | 09.08.1958      | строительство      | Черлакский район      | [ ГС 41 ] |
| 45 | Потанин Николай Иванович            | 18.11.1937 — 10.06.2018 | Старший оператор Киришского нефтеперерабатывающего завода имени 50-летия ВЛКСМ Министерства нефтеперерабатывающей и нефтехимической промышленности СССР, Ленинградская область                                                                               | 20.04.1973      | нефтехимпром       | Тевризский район      | [ ГС 42 ] |
| 46 | Потапова Валентина Павловна         | род. 27.01.1933         | Телятница совхоза «Пригородный» Тамбовского района Тамбовской области | 08.04.1971      | сельхоз            | Омская область        |           |
| 47 | Рамазанов Жолауши Омиргалиевич      | 15.05.1944 — 19.04.2013 | Механизатор совхоза «Бостандыкский» Ленинского района Кокчетавской области | 23.04.1991      | сельхоз            | Марьяновский район    | [ ГС 43 ] |
| 48 | Романовский Валентин Владимирович   | 21.07.1938 — 21.07.1986 | Бригадир монтажников электромонтажного поезда № 702 треста «Трансэлектромонтаж» Государственного производственного комитета по транспортному строительству СССР, Брянская область                                                                            | 22.03.1965      | строительство      | Омская область        | [ ГС 44 ] |
| 49 | Руденко Павел Зиновьевич            | 1911 — ????             | Старший механик Джамбулской МТС Джамбулской области | 28.03.1948      | сельхоз            | Полтавский район      | [ ГС 45 ] |
| 50 | Садовский Виссарион Дмитриевич      | 06.08.1908 — 17.02.1991 | Заведующий лабораторией физического металловедения Института физики металлов Уральского научного центра Академии наук СССР, академик АН СССР, гор. Свердловск                                                                                                | 04.08.1978      | наука              | Омск                  | [ ГС 46 ] |
| 51 | Сарап Артур Юкувич                  | 29.11.1919 — 11.01.1993 | Председатель колхоза «Ания Эдази» Косеского района Эстонской ССР | 01.03.1958      | сельхоз            | Оконешниковский район | [ ГС 47 ] |
| 52 | Сартаков Сергей Венедиктович        | 26.03.1908 — 01.05.2005 | Заместитель председателя Союза писателей СССР, гор. Москва | 16.11.1984      | культура           | Омск                  | [ ГС 48 ] |
| 53 | Селезнёв Василий Степанович         | 1915—1985               | Директор Моисеевской МТС Краснотуранского района Красноярского края | 07.01.1948      | сельхоз            | Омская область        | [ ГС 49 ] |
| 54 | Сим Лидия Антоновна                 | 24.11.1925 — 02.11.1980 | Доярка совхоза «Первомайский» Татарского района Новосибирской области | 22.03.1966      | сельхоз            | Калачинский район     | [ ГС 50 ] |
| 55 | Скрипченко (Киба) Людмила Федотовна | род. 21.11.1926         | Звеньевая зернового совхоза «Криворожский» Министерства совхозов СССР, Апостоловский район Днепропетровской области | 16.04.1949      | сельхоз            | Омская область        |           |
| 56 | Соколов Павел Иванович              | 30.11.1911 — 14.02.1972 | Управляющий трестом «Осинникиуголь» комбината «Кузбассуголь» Министерства угольной промышленности СССР, Кемеровская область | 29.06.1966      | углепром           | Омск                  | [ ГС 51 ] |
| 57 | Татаренко Анатолий Алексеевич       | 1938—2001               | Механизатор совхоза имени Ломоносова Боровского района Кустанайской области | 19.02.1981      | сельхоз            | Омск                  | [ ГС 52 ] |
| 58 | Титов Борис Иванович                | 02.01.1904 — 28.02.1992 | Старший агроном Базановской МТС Бирского района Башкирской АССР | 02.04.1948      | сельхоз            | Омск                  | [ ГС 53 ] |
| 59 | Ульянов Михаил Александрович        | 20.11.1927 — 26.03.2007 | Актёр Государственного академического театра имени Евгения Вахтангова, народный артист СССР, гор. Москва | 25.04.1986      | культура           | Муромцевский район    | [ ГС 54 ] |
| 60 | Филиппенко Пётр Яковлевич           | 22.02.1918 — 03.10.1997 | Первый секретарь Советского райкома Компартии Казахстана, Северо-Казахстанская область | 08.04.1971      | госуправление      | Исилькульский район   | [ ГС 55 ] |
| 61 | Фролов Пётр Иннокентьевич           | 20.03.1933 — 26.11.2009 | Машинист горных выемочных машин шахты «Распадская» производственного объединения «Южкузбассуголь» Министерства угольной промышленности СССР, Кемеровская область                                                                                             | 29.04.1986      | углепром           | Омская область        | [ ГС 56 ] |
| 62 | Чижов Виктор Андреевич              | 21.11.1930 — 27.02.1999 | Бригадир забойщиков рудоуправления № 2 Ленинабадского горно-химического комбината Министерства среднего машиностроения СССР, Таджикская ССР | 29.07.1966      | атомпром           | Муромцевский район    | [ ГС 57 ] |
| 63 | Шах Пётр Григорьевич                | 1905 — ????             | Управляющий отделением Меркенского свеклосовхоза Министерства пищевой промышленности СССР, Меркенский район Джамбулской области | 08.05.1948      | сельхоз            | Омская область        | [ ГС 58 ] |
| 64 | Шубина Марфа Трофимовна             | 17.04.1918 — 10.01.2011 | Бригадир штукатуров на строительстве Куйбышевской ГЭС | 09.08.1958      | энергетика         | Исилькульский район   | [ ГС 59 ] |
| 65 | Якшина Любовь Стефановна            | 20.05.1928 — 20.09.1997 | Бригадир колхоза «Родина» Красногвардейского района Адыгейской автономной области | 08.04.1971      | сельхоз            | Исилькульский район   | [ ГС 60 ] |

## Герои Социалистического Труда, прибывшие в Омскую область на постоянное проживание из других регионов
| № | Фамилия, имя, отчество                | Даты жизни              | Деятельность | Дата присвоения | Отрасль           | Район проживания | ГС        |
| - | ------------------------------------- | ----------------------- | --- | --------------- | ----------------- | ---------------- | --------- |
| 1 | Виноградова Анна Ивановна             | 19.05.1917 — 04.07.2008 | Бригадир откатчиков Новосибирского электровакуумного завода Министерства электронной промышленности СССР                         | 29.07.1966      | радиоэлектронпром | Омск             | [ ГС 61 ] |
| 2 | Ефремова (Тяпкина) Антонина Яковлевна | 08.11.1930 — 28.05.2003 | Доярка племенного молочного совхоза «Караваево» Министерства совхозов СССР, Костромской район Костромской области                | 12.07.1949      | сельхоз           | Омск             | [ ГС 62 ] |
| 3 | Панфилов Александр Семёнович          | 25.10.1927 — 19.03.1982 | Комбайнёр совхоза «Коммунизм» Ленинградского района Кокчетавской области                                                         | 11.01.1957      | сельхоз           | Полтавский район | [ ГС 63 ] |
| 4 | Сидоров Виктор Иванович               | род. 1930               | Бригадир забойщиков Киргизского горнорудного комбината Министерства среднего машиностроения СССР, гор. Кара-Балта Киргизской ССР | 26.04.1971      | атомпром          | Омская область   | [ ГС 64 ] |
| 5 | Стецюк Анатолий Фёдорович             | род. 1936               | Тракторист-комбайнёр совхоза «Озёрный» Кзылтуского района Кокчетавской области                                                   | 23.06.1966      | сельхоз           | Омск             | [ ГС 65 ] |